# ジョン・サディナ
ジョン・トーマス・サディナ（John Thomas Sardinha、1931年12月21日 - 2018年2月19日）は、アメリカ合衆国ハワイ準州（Territory of Hawaii）出身の元プロ野球選手（投手、外野手）。

## 来歴・人物
セントアントニー高校、ノンプロチーム・ハワイ朝日を経て、1959年に南海ホークスへ入団。日系人以外で南海に入団した初の外国人投手でもあった。鶴岡一人監督は「半田君に 『ハワイにいい投手はいないか』というと、『サディナがいる。一番速い』という。半田君の紹介で入団した」と自伝で記している。即戦力として期待され、同年4月11日の開幕2戦目・大毎戦（大阪）で初先発・初勝利を挙げた。オーバースロー、サイドスロー、アンダースローに近い投法まで、変幻自在だったと言われ、特に大毎，近鉄に強かった。一方で暴投も多く、1959年にはリーグ最多の7個を記録した。それでも1959年シーズンは皆川睦雄とタイでチーム3番目の10勝を挙げ、4年ぶりのリーグ優勝に貢献。リーグ優勝決定後、東京都中野区にあった「中野ホテル」で優勝祝賀会をやったが、半田にビールをかけられたお返しに、半田や杉浦にビールをかけ、ついには鶴岡監督を巻き込んだどんちゃん騒ぎに発展した。このエピソードを踏まえ、半田と共にビールかけの元祖と呼ばれるようになった。また、半田と共に選手たちにコーチの蔭山和夫と柚木進を胴上げしてユニホームのまま風呂に投げ込むことを提案して実行したことを、鶴岡が著書で記している。このようにムードメーカーとしてチーム内で人気があった。投手として出場しない日には、外野手として出場した事もあったが、巨人との日本シリーズでは登板機会は無かった。1960年には前年のに38勝を挙げていた杉浦の酷使を考えて、メジャーリーグでの昇格経験もあるジョー・スタンカの獲得を鶴岡監督に進言した。しかし、皮肉にもそれが仇となり、スタンカが南海の主戦投手として活躍する一方、自身は活躍の場を奪われる事となり、同年シーズン終了後に退団。

## 詳細情報

### 年度別投手成績
| 年 度    | 球 団    | 登 板 | 先 発 | 完 投 | 完 封 | 無 四 球 | 勝 利 | 敗 戦 | セ 丨 ブ | ホ 丨 ル ド | 勝 率 | 打 者 | 投 球 回 | 被 安 打 | 被 本 塁 打 | 与 四 球 | 敬 遠 | 与 死 球 | 奪 三 振 | 暴 投 | ボ 丨 ク | 失 点 | 自 責 点 | 防 御 率 | W H I P |
| -------- | -------- | ----- | ----- | ----- | ----- | -------- | ----- | ----- | -------- | ----------- | ----- | ----- | -------- | -------- | ----------- | -------- | ----- | -------- | -------- | ----- | -------- | ----- | -------- | -------- | ------- |
| 1959     | 南海     | 36    | 28    | 4     | 1     | 0        | 10    | 10    | --       | --          | .500  | 634   | 144.1    | 143      | 9           | 55       | 1     | 6        | 72       | 7     | 1        | 72    | 54       | 3.35     | 1.37    |
| 1960     | 南海     | 18    | 9     | 0     | 0     | 0        | 2     | 3     | --       | --          | .400  | 208   | 53.0     | 45       | 9           | 13       | 0     | 3        | 27       | 1     | 1        | 19    | 18       | 3.06     | 1.09    |
| NPB：2年 | NPB：2年 | 54    | 37    | 4     | 1     | 0        | 12    | 13    | --       | --          | .480  | 842   | 197.1    | 188      | 18          | 68       | 1     | 9        | 99       | 8     | 2        | 91    | 72       | 3.28     | 1.30    |

- 各年度の太字はリーグ最高

### 年度別打撃成績
| 年 度     | 球 団     | 試 合 | 打 席 | 打 数 | 得 点 | 安 打 | 二 塁 打 | 三 塁 打 | 本 塁 打 | 塁 打 | 打 点 | 盗 塁 | 盗 塁 死 | 犠 打 | 犠 飛 | 四 球 | 敬 遠 | 死 球 | 三 振 | 併 殺 打 | 打 率 | 出 塁 率 | 長 打 率 | O P S |
| --------- | --------- | ----- | ----- | ----- | ----- | ----- | -------- | -------- | -------- | ----- | ----- | ----- | -------- | ----- | ----- | ----- | ----- | ----- | ----- | -------- | ----- | -------- | -------- | ----- |
| 1959      | 南海      | 40    | 51    | 49    | 0     | 7     | 0        | 0        | 0        | 7     | 2     | 0     | 0        | 0     | 0     | 2     | 0     | 0     | 19    | 0        | .143  | .176     | .143     | .319  |
| 1960      | 南海      | 29    | 8     | 7     | 0     | 0     | 0        | 0        | 0        | 0     | 0     | 0     | 0        | 1     | 0     | 0     | 0     | 0     | 3     | 0        | .000  | .000     | .000     | .000  |
| 通算：2年 | 通算：2年 | 69    | 59    | 56    | 0     | 7     | 0        | 0        | 0        | 7     | 2     | 0     | 0        | 1     | 0     | 2     | 0     | 0     | 22    | 0        | .125  | .155     | .125     | .280  |

### 記録
- 初登板・初先発登板・初勝利・初完投勝利：1959年4月11日、対毎日大映オリオンズ2回戦（大阪スタヂアム）、9回3失点（自責点2）
- 初完封：1959年5月20日、対近鉄バファロー7回戦（大阪スタヂアム）

### 背番号
- 2 （1959年 - 1960年）